# William Dacre, 2. Baron Dacre
William Dacre, 2. Baron Dacre (* um 1319 ; † 18. Juli 1361) war ein englischer Peer und Politiker.

## Familie und Werdegang
Dacre war der älteste von drei Söhnen des Ralph Dacre, 1. Baron Dacre, aus dessen Ehe mit Margaret de Multon (1300–1361), Tochter des Thomas de Multon, 1. Baron Multon (um 1282–um 1313). Er heiratete um den 20. April 1339 Katherine Neville, zweite Tochter von Ralph Neville, 2. Baron Neville de Raby. Die beiden hatten keine Kinder. Beim Tod seines Vaters erbte er 1339 dessen Titel als Baron Dacre. Mit Erlass vom 30. Januar 1346 ernannte Edward III. ihn zum Sheriff von Dumfries. Im Oktober desselben Jahres nahm er im englischen Heer an der Schlacht von Neville’s Cross teil. Am 25. November 1350 wurde er erstmals ins englischen Parlaments berufen und nahm im Juli 1353 am Magnum Concilium am Hof des Königs teil.
Als er 1361 kinderlos starb, erbte sein jüngerer Bruder Ralph seinen Adelstitel.